# Laura Martinelová
Laura Alejandra Martinelová Acuñaová (* 20. prosince 1963) je bývalá argentinská zápasnice – judistka.

## Sportovní kariéra
Připravovala se v univerzitním sportovním klubu CUBA v hlavním městě Buenos Aires. V argentinské ženské reprezentaci se pohybovala od počátku osmdesátých let dvacátého století ve váze do 72 kg. Od roku 1989 přestoupila do nižší střední váhy do 66 kg. V roce 1992 se kvalifikovala na olympijské hry v Barceloně, kde nestačila v úvodním kole v boji na zemi na Němku Alexandru Schreiberovou. Přes opravy obsadila konečné 7. místo. Sportovní kariéru ukončila v roce 1996. Věnuje se trenérské a funkcionářské práci. Jako osobní trenérka byla v roce 2003 u první argentinského titulu mistra světa Danieli Krukowerové a v roce 2016 přivedla k zisku zlaté olympijské medaile Paulu Paretovou.

## Výsledky
| Turnaj                  | 1982           | 1983           | 1984           | 1985           | 1986           | 1987           | 1988         | 1989         | 1990         | 1991         | 1992         | 1993         |
| Turnaj                  | 19             | 20             | 21             | 22             | 23             | 24             | 25           | 26           | 27           | 28           | 29           | 30           |
| Turnaj                  | polotěžká váha | polotěžká váha | polotěžká váha | polotěžká váha | polotěžká váha | polotěžká váha | střední váha | střední váha | střední váha | střední váha | střední váha | střední váha |
| ----------------------- | -------------- | -------------- | -------------- | -------------- | -------------- | -------------- | ------------ | ------------ | ------------ | ------------ | ------------ | ------------ |
| Olympijské hry          |                |                |                |                |                |                | —            |              |              |              | 7.           |              |
| Mistrovství světa       | —              |                | —              |                | —              | —              |              | —            |              | —            |              | úč.          |
| Panamerické hry         |                | —              |                |                |                | 5.             |              |              |              | 2.           |              |              |
| Panamerické mistrovství | 1.             |                | ?              | —              | —              |                | 3.           |              | —            |              | 2.           |              |
| Jihoamerické hry        | ?              |                |                |                | ?              |                |              |              | ?            |              |              |              |